# Christina Heinich
Christina Schiffner (nascida Heinich; Leipzig, 8 de julho de 1949) é uma antiga atleta alemã oriental, especialista em provas de velocidade, nomeadamente na de 200 metros.
Foi vice-campeã olímpica da estafeta 4 x 100 metros, integrando o quarteto da República Democrática Alemã que participou na final dos Jogos Olímpicos de Munique em 1972. Nessa mesma edição, classificou-se em quinto lugar na final de 200 metros.
Em 1974, também em 4 x 100 metros, contribuiu para a vitória do seu país na estafeta que participou nos Campeonatos da Europa de Roma, com um novo recorde mundial.
Competiu no SC Leipzig, sob as orientações do técnico Karl-Heinz Balzer, juntamente com as suas colegas Karin Balzer e Regina Höfer. Casou-se com o ciclista Michael Schiffner.